# Мелиттин
Мелиттин (мелитин) — токсический линейный полипептид, цитолитический, обладает свойствами поверхностно-активного вещества. Выделен из пчелиного яда, один из наиболее характерных антимикробных пептидов, весьма изученный.
Образован 26 остатками 12-и аминокислот.
Основной компонент (свыше 50 % сухого вещества):10.1 и основное действующее начало яда.
Мелиттин оказывает прямое гемолитическое действие:10.7.
Имеет антибактериальные, противовирусные и противовоспалительные свойства.
Мелиттин обладает широким антибактериальным спектром действия как против грамположительных, так и против грамотрицательных бактерий:10.1, включая микоплазму.
Мелиттин также эффективен против спирохеты Borrelia burgdorferi, являющейся возбудителем болезни Лайма. Эффективность мелиттина против всех форм бактерий боррелий подтверждается новейшими исследованиями. Основные биологические эффекты мелиттина связаны с его способностью изменять или нарушать структуру мембран.
Его противовирусные свойства распространяются на ВИЧ и другие вирусы, имеющие подобную защитную оболочку (гепатит B и C), способностью разрушать которую обладает мелиттин.
Именно мелиттин является основным раздражающим веществом в составе пчелиного яда.
Также считается, что именно он в основном отвечает за радиопротекторные свойства яда:10.9.
Последние годы растёт интерес к потенциальным противораковым свойствам мелиттина, благодаря которым он считается потенциальным противораковым лекарством.
«Хотя мелиттин является привлекательным кандидатом для лечения рака и инфекционных процессов, его неспецифическая цитотоксичность и гемолитическая активность ограничивают его терапевтическое применение», — отмечается в журнале «Bioconjugate Chemistry» в 2015 году.
Исследования 2020 года показали эффективность использования мелиттина в лечении агрессивного варианта рака молочной железы.